# No One Here Gets Out Alive
No One Here Gets Out Alive foi a primeira biografia de Jim Morrison, vocalista e letrista banda rock norte-americana The Doors, escrita após a sua morte pelo jornalista Jerry Hopkins, com informação adicional mais tarde adicionada por Danny Sugerman. O livro é frequentemente creditado como o revitalizador da popularidade dos Doors e de Morrison. Hopkins fez uma entrevista prolongada a Morrison antes de morrer, mas o seu primeiro manuscrito foi rejeitado pelas principais editoras. Sugerman começou a trabalhar como assistente no escritório dos Doors com quatorze anos, e tornou-se o seu manager após Morrison morrer (substituindo Bill Siddons). De acordo com o baterista dos Doors John Densmore, Sugerman tornou-se "o manager e força condutora por trás dos The Doors" que "guiou a nossa carreira por mais de 30 anos" até à sua morte em 2005.
O título do livro é retirado da letra da canção dos Doors "Five To One". Também serviu de base para o filme de Oliver Stone sobre a banda, "The Doors".[carece de fontes?]

## Publicações
- No One Here Gets Out Alive (1980), Jerry Hopkins e Danny Sugerman 
  - 1991 Plexus Publishing hardcover: ISBN 0-85965-306-4
  - 1991 Plexus Publishing paperback: ISBN 0-85965-138-X
  - updated 1995 Warner mass market paperback: ISBN 0-446-60228-0
  - 1995 Time Warner AudioBook: ISBN 1-57042-308-3
  - 1997 Barnes & Noble edition: ISBN 0-7607-0618-2